# 関西新幹線サービック
株式会社関西新幹線サービック（かんさいしんかんせんサービック、英:  Shinkansen Service & Technology Co., Ltd. ）は、大阪府大阪市に本社を置く東海旅客鉄道（JR東海）の子会社。

## 概要
新幹線など車両の清掃整備作業からビルメンテナンス、窓口での乗車券発売及び旅客案内などを行っている。

## 沿革
- 1958年（昭和33年）8月 - 関西車両整備株式会社設立。
- 1979年（昭和54年）7月30日 - 関西新幹線整備株式会社設立（関西車両整備（株）のうち、新幹線部門を分割設立）[2]。
- 1984年（昭和59年）3月 - 株式会社新幹線サービス設立（100%出資）。
- 1992年（平成4年）4月1日 - 社名を株式会社関西新幹線サービックに商号変更[2]。
- 2003年（平成15年）10月 - 株式会社新幹線サービスを吸収合併。

## 主な事業内容
- 新幹線車両の清掃整備業務 - 2020年の新型コロナウイルス流行に伴い、2月28日より東海道新幹線車内の通常清掃業務に加え、塩素系除菌剤（次亜塩素酸ナトリウム）を用いた消毒を実施[3]
- JRの駅舎・社屋清掃・休養室管理業務
- JRの駅の出改札・遺失物取扱業務
- ビルメンテナンス業務
- 自動車運転・ボイラー取扱業務 等

## 事業所
- 鳥飼事業所
  - 新幹線車両の清掃整備業務
  - 通勤バス運行業務　
  - ボイラー取扱業務
  - JRの社屋清掃・休憩室清掃業務
  - 車内備品の整備業務
- 新大阪第一事業所
  - 新幹線車両の清掃整備業務
  - JRの社屋清掃業務
- 新大阪第二事業所
  - 新幹線車両の清掃整備業務
  - JRの駅舎・社屋清掃・休憩室清掃業務
  - 新大阪駅の遺失物取扱業務
  - 車内備品の整備業務
- 京都事業所
  - JRの駅舎・社屋清掃業務
  - 京都駅の出改札業務